# Theridion nasutum
Theridion nasutum là một loài nhện trong họ Theridiidae.
Loài này thuộc chi Theridion. Theridion nasutum được Jörg Wunderlich miêu tả năm 1995.